# Česká Lípa
Česká Lípa (Ausspracheⓘ, deutsch Böhmisch Leipa, kurz auch Leipa) ist eine Stadt im Liberecký kraj im Norden Tschechiens.

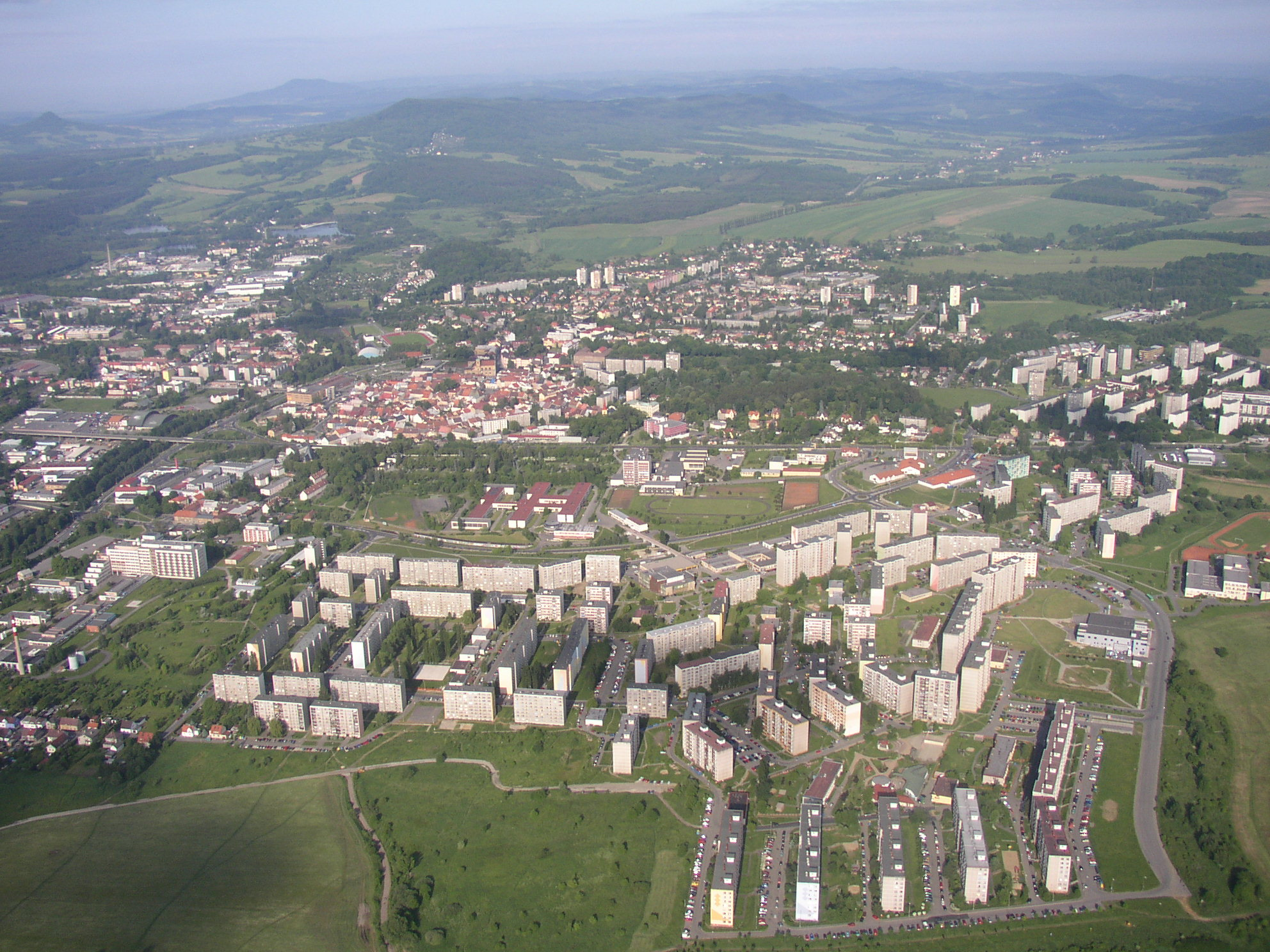
Luftbild des Stadtgebiets (2006)

## Geographische Lage
Die Stadt liegt 263 m über dem Meeresspiegel am Fluss Ploučnice (Polzen), in den am westlichen Stadtrand die Bäche Šporka (Rohnbach) und Robečský potok (Robitzer Bach) einmünden.

## Stadtgliederung
Die Stadt Česká Lípa besteht aus den Ortsteilen Častolovice (Schaßlowitz), Česká Lípa (Böhmisch Leipa), Dobranov (Dobern), Dolní Libchava (Niederliebich), Dubice (Klein Eicha), Heřmaničky (Hermsdorf), Lada (Jägersdorf), Manušice (Manisch), Okřešice (Aschendorf), Písečná (Pießnig), Stará Lípa (Altleipa), Vítkov (Leskenthal), Vlčí Důl (Wolfsthal) und Žizníkov (Schießnig).
Grundsiedlungseinheiten sind Častolovice, Česká Lípa-historické jádro, Dobranov, Dolní Libchava, Dolní Špičák (Niederspitzberg), Dubice, Dubická, Heřmaničky, Holý vrch (Kahlenberg), Horní Špičák (Oberspitzberg), K Manušicím, Ke Stružnici, Kopeček (Harzt), Lada, Manušice, Městský park (Stadtpark), Na Bídě (Elend), Nádražní, Nový Žizníkov, Obecní les, Okřešice, Písečná, Pod Holým vrchem, Poříčí, Průmyslový obvod, Rasova Hůrka, Robeč (Robitz), Sídliště Lada, Sídliště Sever, Sídliště Střelnice, Slovanka, Smetanovo nábřeží, Stará Lípa, Střední Špičák (Mittelspitzberg), Svárov (Schwora), Špičák (Spitzberg), U hřbitova, U Libchavy, U nemocnice, U Okřešického rybníka, U panelárny, U stadiónu, U staré cihelny, Vítkov, Vlčí Důl, Vřesoviště, Za Starou Lípou und Žizníkov.
Das Gemeindegebiet gliedert sich in die Katastralbezirke Častolovice u České Lípy, Česká Lípa, Dobranov, Dolní Libchava, Dubice u České Lípy, Heřmaničky u Dobranova, Lada, Manušice, Okřešice u České Lípy, Písečná u Dobranova, Stará Lípa, Vítkov u Dobranova, Vlčí Důl und Žizníkov.

## Geschichte
Name

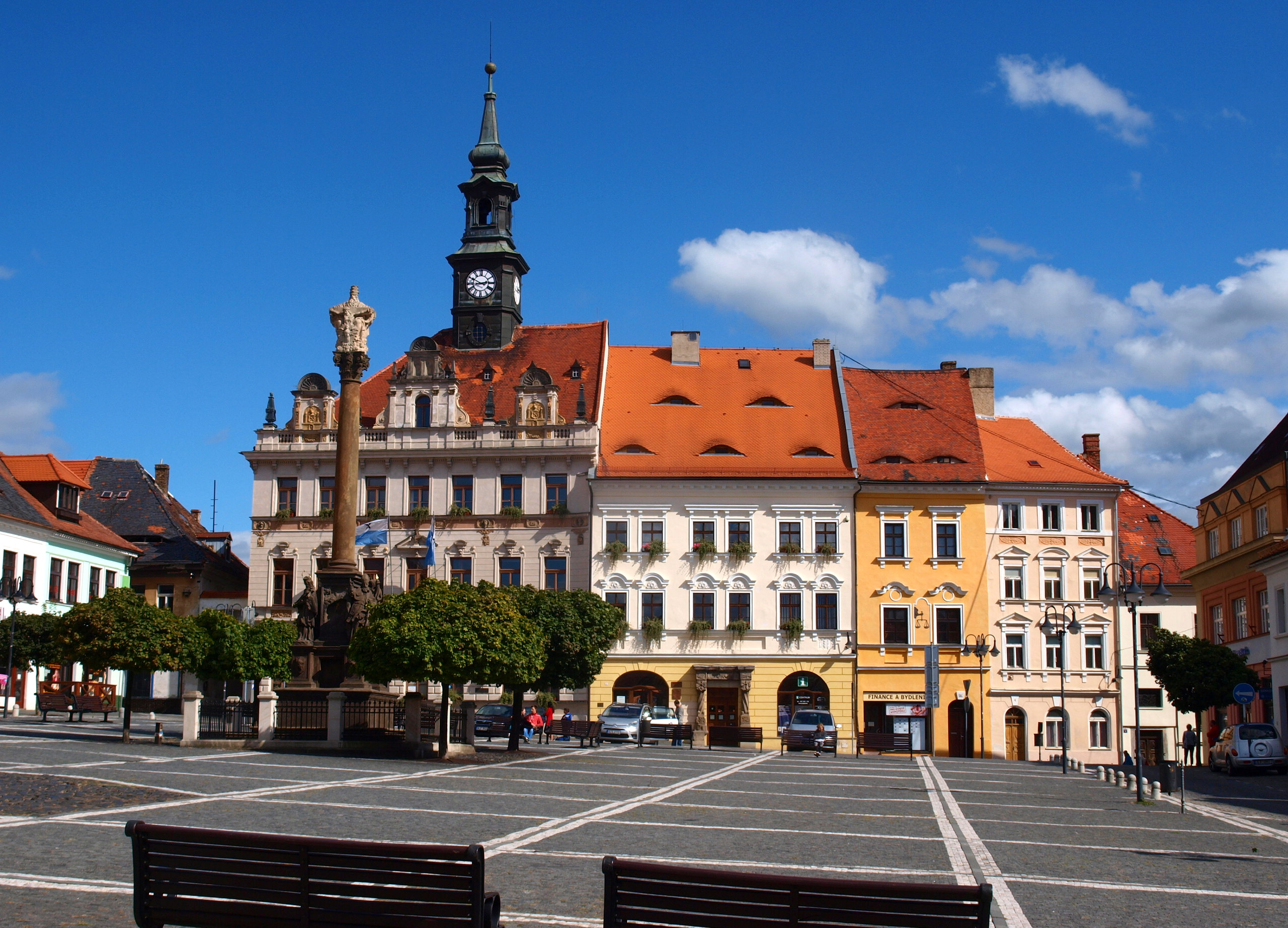
Historische Altstadt mit dem Rathaus

Der Name Česká Lípa leitet sich von dem alten böhmischen Adelsgeschlecht von Leipa (tschechisch z Lipé) bzw. dem tschechischen Wort Lípa für Linde ab.
Die Stadt war ursprünglich eine kleine Siedlung im Besitz der Herren von Leipa. Sie erhielt 1381 Stadtrechte. Die Stadt gehörte wechselnden Herrschaftsinhabern, darunter Albrecht von Wallenstein. Neben dem Schloss Nový Zámek war die Herrschaft Leipa die einzige seiner zahlreichen Besitzungen (Herzogtum Friedland, Herzogtum Sagan, Herzogtum Glogau, Herzogtum Mecklenburg), die seiner Witwe Katharina, geborenen Gräfin Harrach, als Witwensitz belassen wurde; die einzige Tochter, Prinzessin Maria Elisabeth von Friedland (1626–1662), ehelichte 1645 Rudolf Freiherrn von Kaunitz, wodurch Leipa bis 1848 in den Besitz der Familie Kaunitz kam.
1850 wurde Böhmisch Leipa zur Bezirksstadt und zu einem Eisenbahnknotenpunkt in der Monarchie Österreich-Ungarn. Des Weiteren befand sich der Sitz des Gerichtsbezirks Böhmisch Leipa in der Stadt. Seit 1864 verfügte die Stadt über eine staatliche Realschule. Am Ende des 19. Jahrhunderts hatte Böhmisch Leipa mehrere industrielle Produktionsbetriebe, darunter auch eine Pianofabrik, und außer einer Oberrealschule auch ein Gymnasium.
Nach dem Ersten Weltkrieg fiel der Ort 1918 an die Tschechoslowakei aufgrund des Vertrags von Saint-Germain. Durch das Münchner Abkommen wurde die Stadt 1938 bis 1945 als Teil des neu gegründeten Reichsgaus Sudetenland dem Deutschen Reich eingegliedert. Sie war Sitz des Landkreises Böhmisch Leipa im Reichsgau Sudetenland, Regierungsbezirk Aussig.
Während der Novemberpogrome 1938 wurde die Synagoge in Leipa durch die nun an der Macht sitzenden Nazis in Brand gesetzt und die Straße, an der sie sich befand, in Stürmergasse umbenannt. Da der erste Brand gelöscht wurde, folgte eine neue Brandstiftung am Tag darauf. Diese zerstörte die Synagoge. Die Mauerüberreste wurden 1941 abgetragen. Auch die beiden jüdischen Friedhöfe wurden teilweise zerstört. 225 Juden aus Leipa wurden Opfer des Holocaust.
Nach Ende des Zweiten Weltkriegs im Mai 1945 wurde ein Großteil der deutschböhmischen Bevölkerung 1945 bis 1946 vertrieben, unter Berufung auf die Beneš-Dekrete enteignet und zum Verlassen der Stadt gezwungen.
Viele Neubürger aus Mittelböhmen und der Slowakei, sogenannte „Repatrianten“, und Roma siedelten sich in der Nachkriegszeit hier an.
Bürgermeister (1850 bis 1945)
- 1850–1858 Josef Scheiner
- 1858–1867 Anton Zinke
- 1867–1883 Josef Schönfeld
- 1883–1884 Adolf Knötgen
- 1884–1885 Josef Kutzer
- 1885–1895 Ferdinand Bartel
- 1895–1915 Friedrich Bredschneider
- 1915–1919 Emil Rotsch
- 1919–1923 Adolf Knöchel
- 1923–1931 Emil Rotsch
- 1931–1938 W. L. Wiesner
- 1938–1945 Josef Turner
- 1945–1946 Josef Ládr

Bürgermeister (seit 1989)
- 1986–1989 František Dvořák
- 1990 Jaromír Štrumfa
- 1990–1997 Zdeněk Pokorný
- 1997–1998 Jiří Pazourek
- 1998–2005 Petr Skokan
- 2005–2014 Hana Moudrá
- 2014–2018 Romana Žatecká
- seit 2018 Jitka Volfová

## Bevölkerung
Bis 1945 war Böhmisch Leipa überwiegend von Deutschböhmen besiedelt, die vertrieben wurden.
| Jahr | Einwohner | Anmerkungen                                                                        |
| ---- | --------- | ---------------------------------------------------------------------------------- |
| 1830 | 05.804    | in 700 Häusern, darunter 639 Juden (in 21 Häusern)                                 |
| 1857 | 08.442    | am 31. Oktober                                                                     |
| 1900 | 09.217    | (als Gemeinde 10.731) fast ausschließlich deutsche Einwohner                       |
| 1910 | 09.916    | darunter 495 Tschechen                                                             |
| 1930 | 13.714    | darunter 3.081 Tschechen                                                           |
| 1939 | 11.963    | darunter 1.089 Evangelische, 10.306 Katholiken, 114 sonstige Christen und 22 Juden |

Bevölkerungsentwicklung nach Ende des Zweiten Weltkriegs
(Stand: 31.12. des jeweiligen Jahres)
| Jahr | Einwohner |
| ---- | --------- |
| 1947 | 12.031    |
| 1950 | 11.889    |
| 1960 | 14.132    |
| 1970 | 17.003    |
| 1980 | 24.915    |

| Jahr | Einwohner |
| ---- | --------- |
| 1990 | 40.985    |
| 2000 | 39.914    |
| 2010 | 37.878    |
| 2020 | 37.361    |
| 2022 | 37.262    |

## Städtepartnerschaften
Česká Lípa unterhält Städtepartnerschaften mit:
- Bardejov, Slowakei
- Bolesławiec (Bunzlau), Polen
- Mittweida, Deutschland
- Molde, Norwegen
- Uzhhorod, Ukraine

## Sehenswürdigkeiten

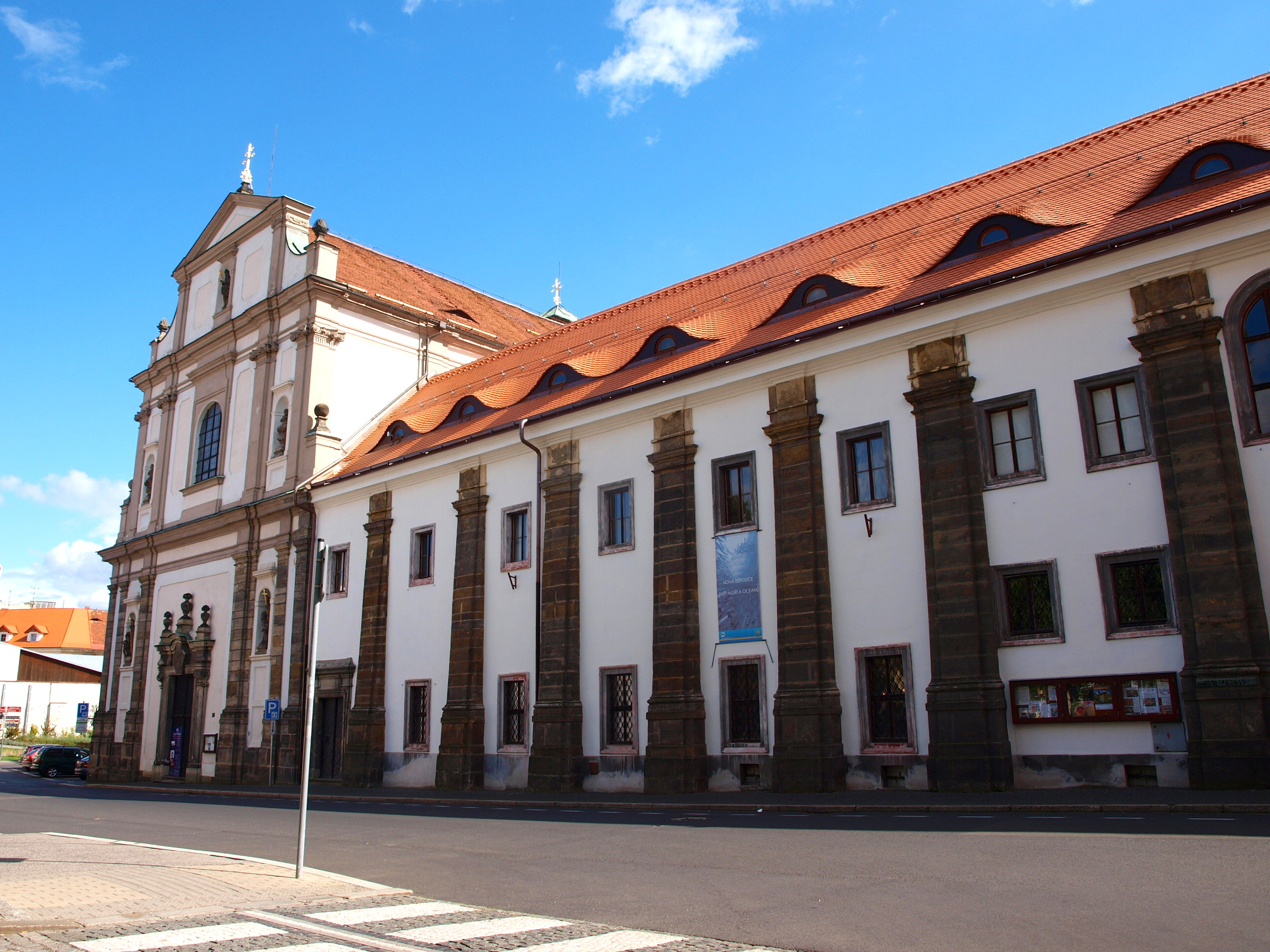
Kloster

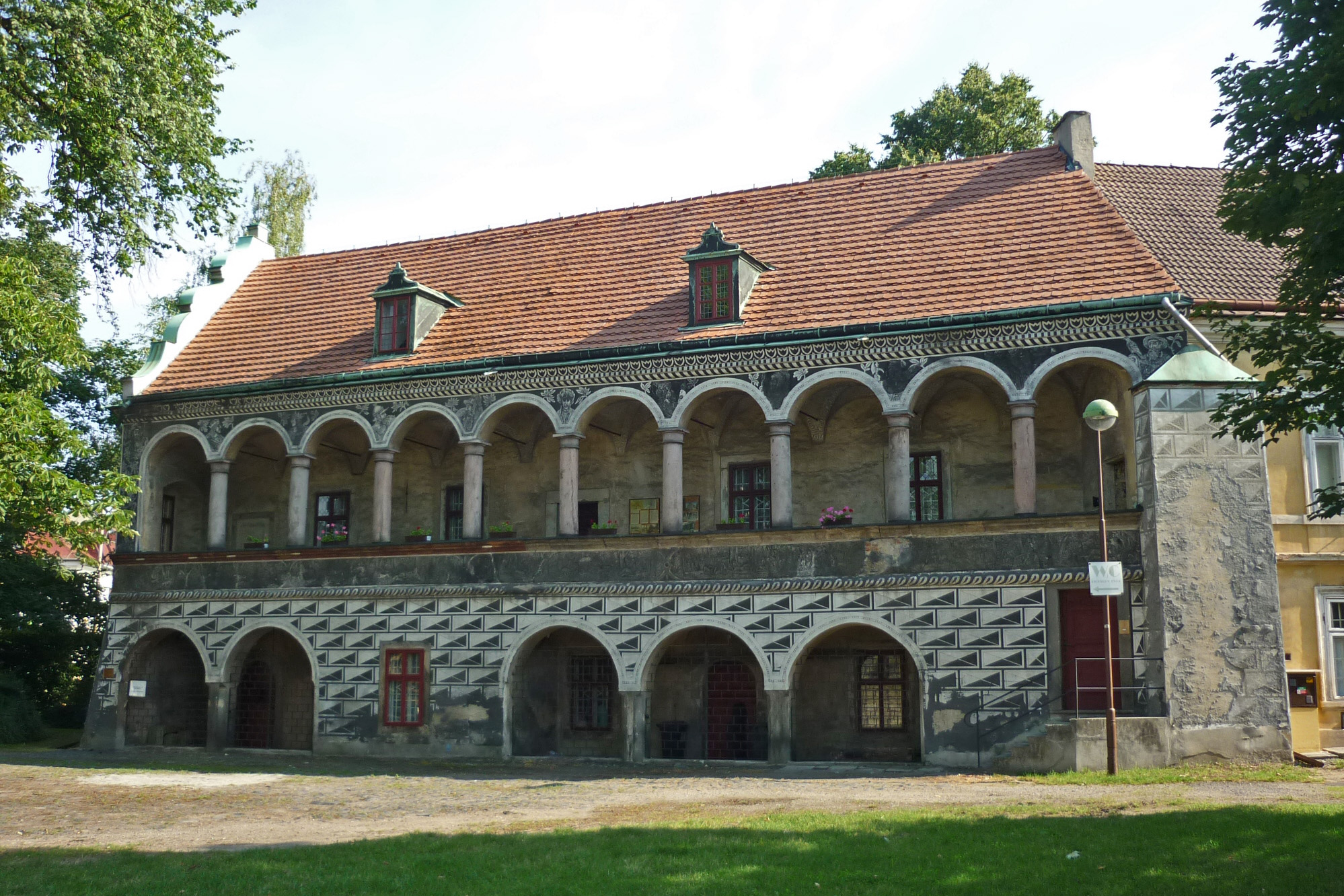
Rotes Haus

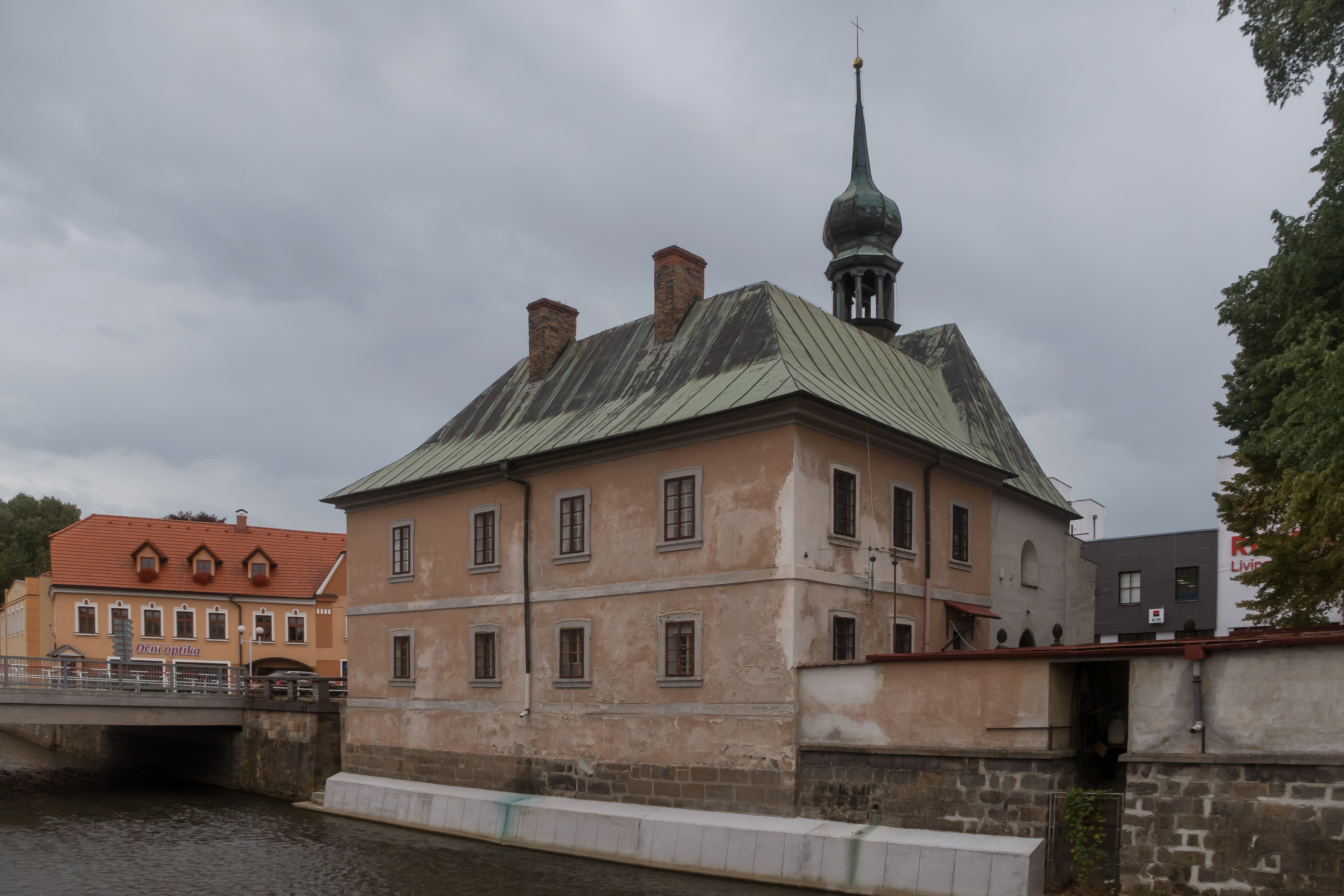
Maria-Magdalenen-Kirche

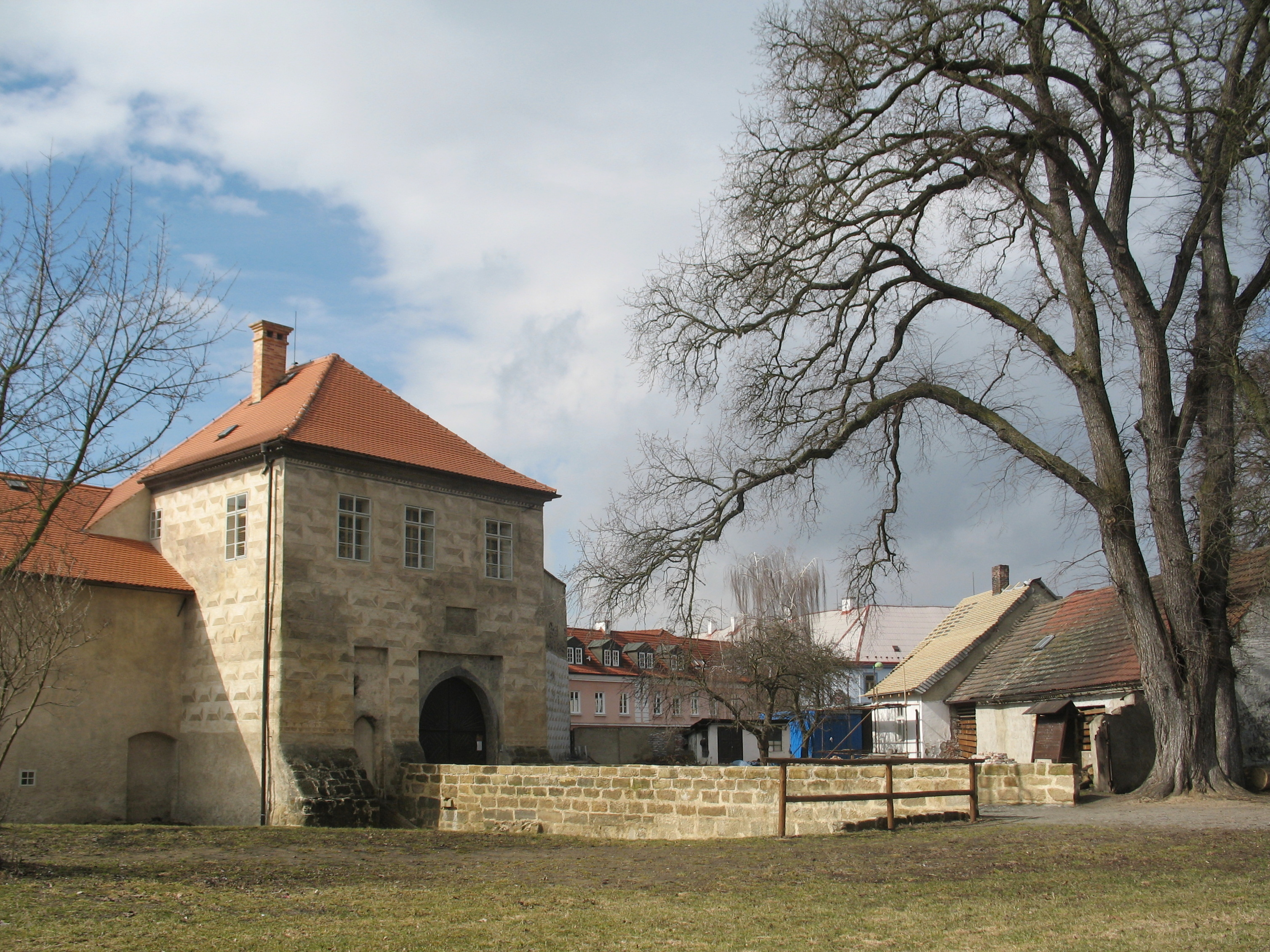
Wasserburg Lipý

- Augustinerkloster, gegründet im Jahre 1627 von Albrecht von Waldstein, genannt Wallenstein, an der Stelle eines kleinen Schlosses der Adelsfamilie Berka von Dubá, gemeinsam mit der Gründung einer Lateinschule. In der Mitte des Kreuzganges befindet sich eine Loretokapelle aus dem Jahr 1698. In der Achse des westlichen Flügels des Kreuzganges befindet sich die ehemalige Kapelle der Heiligen Dreifaltigkeit mit einem Altarbild von Ignaz Raab. Im Kloster befinden sich heute ein Heimatmuseum und Galerie mit Sammlungsstücken der Heimatforscher Franz Hantschel und Anton Amand Paudler.
- Historisches Zentrum, Marktplatz mit erhaltener historischer Bebauung, mit Springbrunnen und Pestsäule der Heiligsten Dreifaltigkeit mit Statuen des Zittauer Bildhauers J. Ch. Ulrich aus dem Jahr 1681.
- Städtischer Park, angelegt im Jahre 1875, mit sieben Hektar einer der größten Parks in Böhmen
- Kirche der Kreuzerhöhung, einschiffiger gotischer Bau mit fünfseitiger Vorhalle und Zeltdach aus dem Jahre 1385 und Hauptaltar aus dem Jahre 1697. An der Südseite ein gotisches Portal mit Wappen des Geschlechts Berka von Duba und Leipa.
- Maria-Magdalenen-Kirche aus dem 13. Jahrhundert. An der Nordseite der Kirche befindet sich die barocke Propstei.
- Renaissance-Lustschloss, Rotes Haus, ehemaliges Jagdschloss aus dem Jahre 1583, erbaut von Dietrich Georg Berka von Duba. Im Jahre 1883 wurde das Schloss von Professor Steffen stilvoll restauriert. Die inneren Wandgemälde wurden größtenteils vernichtet, an der Stirnfassade ein Streifen mit Jagdszenen und Säulengalerie mit Männer- und Frauenköpfen – der mittlere Kopf stellt wohl den Dichter Dante dar.
- Burg Lipý, Wasserburg aus dem 13. Jahrhundert, erhalten sind lediglich ein Teil des Mauerwerks und zwei gotische Tore. Die Burg wurde im 15. und 17. Jahrhundert als Schloss im Renaissance-Stil umgebaut, diente später als Zuckerfabrik und wurde in den 1950er Jahren gesprengt.
- Bewegliches Klappenwehr am Polzen-Fluss, mitten in der Stadt, errichtet im Jahre 1910 nach einer Konstruktion von J. Záhorský.
- Alter Jüdischer Friedhof von 1479 und Neuer Jüdischer Friedhof von 1905 (1983 wurde dieser Friedhof abgebrochen). Der älteste Grabstein befand sich an der Ostfront des alten Friedhofs. Unter den vielen wertvollen Grabsteinen ist die Pyramidensäule aus schwarzem Granit besonders denkwürdig: Sie bezeichnet die letzte Ruhestätte 32 jüdischer Opfer mit ihrem Rabbiner, die bei einem Überfall im Jahre 1745 von Panduren barbarisch zu Tode gefoltert worden waren. Am Ort der 1938 zerstörten Synagoge von Česká Lípa befindet sich ein Gedenkstein.

## Wirtschaft
Eine Tradition seit 1918 hat in der Stadt der Schienenfahrzeugbau. In der Stadt hat das Unternehmen Alstom Czech Republic seinen Sitz. Historisch wurden unter unterschiedlichen Unternehmen Straßenbahnfahrzeuge, Personen- und Güterwagen produziert. Ab etwa 1950 konzentrierte sich das Werk auf den Bau von Güterwagen. Die Privatisierung überstand das Werk. Gebaut werden Wagenkästen für Reisezug- und Triebwagen, welche anderen Werken dann zugeliefert werden. 2022 war das Werk mit rund 1100 Betriebszugehörigen einer der größten Arbeitgeber in der Stadt.

## Verkehr

### Eisenbahnverkehr
Die Stadt ist seit 1867 an das Eisenbahnverkehrsnetz angeschlossen. Heute gibt es an der Bahnstrecke Bakov nad Jizerou–Ebersbach zwei Haltestellen, den Bahnhof „Česká Lípa hlavní nádraží“ und den Haltepunkt „Česká Lípa střelnice“. Zwischen 1903 und 1979 zweigte in Česká Lípa die Bahnstrecke Kamenický Šenov–Česká Lípa střelnice ab.

### Straßenverkehr
In Nord-Süd-Richtung führt die Staatsstraße Silnice I/9 zwischen Rumburk und Prag durch Česká Lípa.
In West-Ost-Richtung kreuzt die Bezirksstraße Silnice II/262 von Decin nach Mimoň.